# Глузський Михайло Андрійович
Глузський Михайло Андрійович (21 листопада 1918, Київ, Українська Держава — 15 червня 2001, Москва, Росія) — радянський і російський актор театру і кіно. Лауреат Державної премії РРФСР імені братів Васильєвих (1973). Народний артист СРСР (1983).

## Життєпис
Народився в Києві 7 (20) листопада 1918 року (згідно з записом у метрічній книзі — 7 листопада за юліанським календарем). У 1922 р., після смерті батька, сім'я Глузських переїхала до Москви. У 1933 р. працював учнем слюсаря на заводі НАТІ, 1933–1935 — електромонтер ЦУМу в Москві.
У 1940 р. закінчив Школу кіноакторів при студії «Мосфільм» (майстерня М. Тарханова).
З 1940 р. служив у Радянській Армії. Учасник Другої Світової війни. В складі концертних бригад виступав у фронтових частинах.
У 1946–1995 рр. — актор московського Театру-студії кіноактора. У цей період М. Глузський також працював на запрошення в Театрі Радянської військової адміністрації в Німеччині, у Театрі «Современник» та у Театрі ім. Єрмолової.
З 1995 р. — у трупі Театру «Школа сучасної п'єси». Найпомітніша театральна роль — у виставі за п'єсою С. Злотникова «Ішов старий від баби» (екранізована в 1996 р.).
Дебютував у кіно епізодичною роллю гімназиста на «Мосфільмі» в картині «Сім'я Оппенгейм» (1938, немає в титрах) та роллю прикордонника в картині «Дівчина з характером» (1939). Всього у досьє актора в кіно, телефільмах та фільмах-спектаклях понад 170 ролей. Не завжди це були провідні ролі, але й в епізодах артист завжди привертав до себе увагу. Глибокий різноплановий драматичний актор. Ним створено на екрані багато різнохарактерних, яскравих образів.
Популярність М. Глузський здобув як кіноактор. У картині «Тихий Дон» (1957) Сергія Герасимова його Калмиков відразу був помічений не лише глядачами, але й професіоналами. За більш ніж 60 років у кінематографі актор працював з багатьма відомими і видатними режисерами радянського, російського та зарубіжного кіно.
Серед його провідних кіноролей — Фокич («У вогні броду немає» 1967, реж. Г. Панфілов), Іван Степанович Меньшиков («Прийшов солдат з фронту» 1971, реж. М. Губенко), професор Сретенський («Монолог» 1972, реж. І. Авербах), інженер Віктор Михайлович Мєшков («Майже смішна історія» 1977, реж. П. Фоменко) та багато інших — психологічно глибоких і щирих.
М. Глузський активно працював над дубляжем іноземних фільмів і кінострічок союзних республік, брав участь в озвучуванні мультфільмів. Багато працював на радіо і телебаченні.
Активно займався громадською діяльністю: був секретарем правління Спілки кінематографістів СРСР, керував комісією ветеранів кіно в Союзі кінематографістів СРСР, очолював Московську міську комісію з культурно-шефської роботи над Збройними Силами СРСР і Комісію ветеранів кіно та Військово-шефську комісію м. Москви.
У 1987–1998 рр. вів акторську майстерню у Всеросійському державному інституті кінематографії, випустив два курси. Професор.
Останні роки актор важко хворів, але не припиняв роботи ні в кіно, ні в театрі.
М. А. Глузський пішов з життя 15 червня 2001 року. Похований у Москві на Ваганьковському кладовищі.

### Нагороди та звання
- 1969 — Заслужений артист РРФСР
- 1977 — Народний артист РРФСР
- 1983 — Народний артист СРСР
- 1989 — Орден Трудового Червоного Прапора
- 1998 — Орден «За заслуги перед Вітчизною» III ступеня — за визначний внесок у розвиток вітчизняного мистецтва

### Фестивалі та премії[4]
- 1973 — Державна премія РРФСР імені братів Васильєвих («Прийшов солдат з фронту» 1971)
- 1975 — Нагороджений Срібною медаллю ім. О. П. Довженка за участь у фільмі «Полум'я» (1974)
- 1996 — Кінопремія «Ніка»: За найкращу роль другого плану («Чоловік для молодої жінки» 1996)[5]
- 1998 — Кінопремія «Ніка»: «За честь і гідність»[6]
- 1998 — Кінофестиваль «Сузір'я»: Приз «За видатний внесок у професію»
- 1999 — Кінофестиваль «Віват кіно Росії!» в Санкт-Петербурзі: Приз «Жива легенда російського кіно»

### Пам'ять
- 2002 — У документальному телециклі «Щоб пам'ятали…» («Чтобы помнили…») був знятий фільм «Михайло Глузський»
- 2006 — У документальному телециклі «Як йшли кумири» («Как уходили кумиры») був знятий фільм «Михайло Глузський»

## Фільмографія (вибірково)
- «Дівчина з характером» (1939, прикордонник)
- «Сільська вчителька» (1947, солдат, що відправляється на фронт)
- «Повість про справжню людину» (1948, капітан Числов)
- «Стрибуха» ((рос.) Поскакунья) (1955, письменник Буркин, друг Ольги Іванівни)
- «Таємниця двох океанів» (1955, Івашев, музикант, шпигун)
- «Тихий Дон» (1957–1958, осавул Калмиков)
- «Нічний гість» (1958)
- «Останній дюйм» (1958, Джиффорд)
- «Люди і звірі» (1962, Василь Клячко)
- «Живі і мертві» (1963, генерал Орлов)
- «Каїн XVIII» (1963, начальник королівського полювання)
- «Перший сніг» (1964)
- «Як вас тепер називати?» (1965, командир партизанського загону)
- «Кавказька полонянка, або Нові пригоди Шурика» (1966, адміністратор готелю)
- «По тонкому льоду» (1966, Кочергін, полковник НКВД)
- «У вогні броду немає» (1967, Фокич)
- «Шлях до «Сатурна»» (1967, Сівков)
- «Кінець «Сатурна»» (1967, Сівков)
- «Місця тут тихі» (1967, штурман Братнов)
- «Мені було дев'ятнадцять» (1967, вир-во НДР, радянський генерал)
- «На війні як на війні» (1968, полковник Дей)
- «Звільнення» (1968–1972, вир-во: СРСР, Югославія, Італія, Польща, НДР; кіноепопея з п'яти фільмів про Велику Вітчизняну війну, сержант Ряженцев)
- «Ці невинні забави» (1969, Валерій Миколайович, головна роль)
- «Ціна» (1969, Віктор Франк, головна роль)
- «Біг» (1970, капітан)
- «Випадок з Полиніним» (1970, генерал)
- «Вкрадений поїзд» (1970, вир-во: СРСР—Болгарія, полковник Абверу)
- «Їхали в трамваї Ільф і Петров» (1971, рахівник Брикін)
- «Прийшов солдат з фронту» (1971, Іван Степанович Меньшиков, головна роль)
- «Людина з іншого боку»/Mannen från andra sidan (1971, білоемігрант)
- «Справи давно минулих днів…» (1972, Злотников)
- «Монолог» (1972, професор Сретенський, головна роль)
- «Полум'я» (1974, Семен Гузей, головна роль)
- «Премія» (1974, Шатунов)
- «Птахи над містом» (1974, Олександр Букін, головна роль)
- «Земляки» (1974, Дід Миколи)
- «Маяковський сміється» (1975, професор)
- «Остання жертва» (1975, купець Фрол Федулича Прибитков, головна роль)
- «Розповідь про просту річ» (1975, слідчий Туманович)
- «Всього одна ніч» (1976, підполковник Боровий, головна роль)
- «Довга, довга справа...» (1976, прокурор Філіппов)
- «Червоне і чорне» (1976, абат Пірар)
- «Обеліск» (1976, командир партизанського загону)
- «Як Іванко-дурник по диво ходив» (1977, Марко Петрович Багатий, злий і підступний купець)
- «Розповідь про те, як цар Петро арапа женив» (1976, блазень Балакірєв)
- «Гармонія» (1977, Іван Флягин, головна роль)
- «Золота міна» (1977, полковник Зарубін, головна роль)
- «Майже смішна історія» (1977, інженер Віктор Михайлович Мєшков, головна роль)
- «Степ» (1977, купець Варламов)
- «Іванцов, Петров, Сидоров» (1978, Семен Ілліч Сидоров, головна роль)
- «Плата за істину» (1978, Луї Пастер)
- «Сіль землі» (1978, Михайло Семенович Лісіцин)
- «Місяць довгих днів» (1979, фільм-спектакль, Званцев)
- «Викрадення „Савойї“» (1979, вир-во: СРСР, Болгарія, Польща; Генріх Шарф)
- «Крах операції „Терор“» (1980, вир-во: СРСР-Польща-НДР, Леонід Борисович Красін)
- «Нікудишня» (1980, дід Мельников, головна роль)
- «Срібні Озера» (1980,  Іван Сергійович Ковальов)
- «Брелок з секретом» (1981, «Професор»)
- «Затишшя» (1981, поміщик Єгор Капітонич)
- «Ми не побачимося з тобою» (1981, фільм-спектакль, Лопатин, головна роль)
- «Ніч голови» (1981, Сухоруков, головна роль)
- «Транзит» (1981, Караваєв)
- «Зупинився поїзд» (1982, Пантелєєв)
- «Сонячний вітер» (1982, вчений-фізіолог)
- «Дублер починає діяти» (1983, директор заводу)
- «Тут твій фронт» (1983, Маркелов, головна роль)
- «Учень лікаря» (1983, Коста)
- «Ольга і Костянтин» (1984, голова колгоспу)
- «ТАРС уповноважений заявити...» (1984, Петро Георгійович Федоров, генерал, заст.голови КДБ)
- «Із життя Потапова» (1985, Сергій Луговий, головна роль)
- «І на камінні ростуть дерева» (1985, вир-во: СРСР-Норвегія, Левіус «Плішивий»)
- «Іспит на директора» (1986, вчитель Антон Опанасович, головна роль)
- «Життя Клима Самгіна» (1986, телесеріал, Яків Якимович Самгин, дядько Клима)
- «Без сонця» (1987, за п'єсою М. Горького «На дні», Лука)
- «Крейцерова соната» (1987, пасажир)
- «Скарб» (1988, Іван Андрійович)
- «Небезпечна людина» (1988,  Іван Іванович, приятель Павлова по готелю)
- «Вхід до лабіринту» (1989, Благолєпов)
- «Важко бути богом» (1989, Батько Гаук)
- «Російські брати» (1991, Євген Миколайович, головна роль)
- «Помирати не страшно» (1991, Микола Михайлович)
- «Чорний квадрат» (1992, генерал Цапко)
- «Заручники „Диявола“» (1993, Шмельов)
- «Трамвай в Москві» (1995, к/м, вир-во: Росія-Франція)
- «Ішов старий від баби» (1996, фільм-спектакль, старий, головна роль)
- «Митар» (1997, Баюн)
- «Князь Юрій Долгорукий» (1998, радник Шиманович)
- «Бременські музиканти & Co» (2000, старий Кіт)
- «Далекобійники» (2001, Петро Михайлович)
- «На півдорозі до Парижа» (2001, дід Авдей) — остання роль

та ін.
Роботи на українських кіностудіях:
- «У мирні дні» (1950, черговий мічман) — Київська к/ст, реж. В. Браун
- «„Богатир“ іде в Марто» (1954, старший механік, немає в титрах) — Київська к/ст, реж. Є. Брюнчугін, С. Навроцький
- «Білий пудель» (1955, рибалка) — Одеська к/ст, реж. М. Рошаль, В. Шредель
- «Ластівка» (1957, матрос Щавель) — кіностудія ім. О. Довженка, реж. Г. Ліпшиць
- «Друзі-товариші» (1959, Рязанов) — Ялтинська к/ст, реж. В. Павловський
- «Київські фрески» (1966) — картина не була завершена, кіностудія ім. О. Довженка, реж. С. Параджанов
- «Секретар парткому» (1970, Любарський) — кіностудія ім. О. Довженка, реж. М. Ільїнський, О. Ленціус
- «Назад дороги немає» (1970, командир загону) — кіностудія ім. О. Довженка, реж. Г. Ліпшиць
- «Товариш бригада» (1973, Смайдов) — кіностудія ім. О. Довженка, реж. Г. Ліпшиць
- «Земні і небесні пригоди» (1974, дід Жук) — кіностудія ім. О. Довженка, І. Вєтров
- «Десь гримить війна» (1986, Артем'єв) — кіностудія ім. О. Довженка, реж. А. Войтецький
- «Десять негренят» (1987, генерал Макартур) — Одеська к/ст, реж. С. Говорухін
- «Квартирант» (1987, к/м) — кіностудія ім. О. Довженка, реж. Олександр Візир
- «Це було минулого літа» (1988, Степанич) — Одеська к/ст, реж. Н. Збандут
- «Нині прослався син людський» (1990, преподобний отець Сисой) — кіностудія ім. О. Довженка, реж. А. Войтецький
- «Яри» (1990, Тихомиров) — Одеська к/ст, реж. В. Ісаков